# Postanarquisme
El postanarquisme inclou una multiplicitat heterogènia de teories polítiques radicals, i s'articula, segons els casos, amb el pensament del postestructuralisme, el postmodernisme, el postcolonialisme i el postmarxisme, amb la intenció de superar la noció moderna d'anarquisme i conservant-ne el caràcter antiautoritari, el rebuig simultani al capitalisme i a les institucions estatals, característic de l'anarquisme socialista.
El prefix post- no significa ‘després de l'anarquisme’, sinó que es refereix a la ruptura respecte a les suposicions acceptades dins dels marcs teòrics que emergiren durant la Il·lustració. Això significa un rebuig bàsic a les fundacions epistemològiques de les teories anarquistes clàssiques, per la seua tendència a nocions essencialistes o reduccionistes, sense obviar les importants excepcions a aquests marcs teòrics (Emma Goldman, Max Stirner, Friedrich Nietzsche, etc.). Aquest tipus d'apropament mostra que més que estar reprimits pel poder, en som un producte, per tant, adverteix a aquells que lluiten contra el poder (en la manera de dominació) sobre com la seua resistència sovint és sobredeterminada pels efectes del poder. El postanarquisme argumenta també contra l'anarquisme primerenc que el capitalisme i l'estat no són els únics focus de dominació, i que s'han d'elaborar nous enfocaments que combaten les estructures de dominació en xarxa que caracteritzen la modernitat tardana.
Alguns punts comuns dins del postanarquisme són:
- La comprensió del subjecte com a efecte de les relacions discursives, la performativitat del desig o poder.
- El rebuig respecte a la hipòtesi repressiva i la reconceptualizació del poder.
- La desnaturalització del cos i la sexualitat (vegeu teoria queer).
- La metodologia i perspectiva de la genealogia.
- La desconstrucció de les oposicions binàries de la filosofia occidental.
- La desconstrucció dels rols de gènere amb el feminisme postestructuralista.
- La concepció de la teoria com una caixa d'eines.
- El rebuig a les institucions estatals i al capital com a captures del comú i la singularitat.

## Enfocaments
El primer a utilitzar aquesta expressió fou Hakim Bey, que en Comunicats de l'Associació de l'Anarquia Ontològica (1987) definí com a «anarquia postanarquista» la voluntat de replegar la lluita «on la deixaren el situacionisme del 68 i l'autonomia dels setanta, i dur-la'n a la fase següent». En el seu breu escrit Bey feia una crida a superar l'anarquisme occidental i blanc, en favor d'una participació mestissa en i una obertura a totes les cultures, per tal de superar qualsevol resta de racisme psíquic. Considerava que l'anarquisme s'havia d'obrir més al negre, al gitano, als mil colors, i aprendre de multitud de distintes experiències no occidentals alternatives, orientals, tribals, etc. Hakim Bey feia una crida a abandonar qualsevol forma de purisme ideològic i també, en un nivell epistemològic, considerava que l'anarquisme s'havia d'alliberar del materialisme evangèlic i del banal cientifisme bidimensional del s. XIX. A més, considerava que l'anarquisme no podia ser aliè a les darreres transformacions socials, per les possibilitats que obrin com pels nous perills que enclouen. En paraules de Bey, «la desespacialització de la societat postindustrial facilita alguns avantatges (p. ex. la creació de trames digitals); pot, però, manifestar-se també com una forma d'opressió (manca de llar, desenvolupisme, despersonalització de l'arquitectura, devastació de la natura, etc.)». A parer seu, «les comunes dels seixanta intentaren fer marrada a aquestes forces, però hi fracassaren»; tanmateix, apuntaren un matís polític de gran importància: enfocaren la revolució en la vida quotidiana, en l'ací i ara, i reprengueren el llegat utopista (Fourier et al.), reinventant-lo. La qüestió, doncs, és tornar a pensar 
| « | ¿com podem separar el concepte d'espai dels mecanismes de control? Els gàngsters territorials, les nacions estat, han ficat mà al mapa sencer. ¿Qui ens inventarà una cartografia de l'autonomia, qui pot dibuixar un mapa que ens incloga els desigs? | » |

Per tal de reprendre i avançar en tal política Hakim Bey elaborà el seu concepte de zona temporalment autònoma i posteriorment, els de zona permanentment autònoma, zona periòdicament autònoma i No Go Zone. Quant a la subjectivitat, la cartografia de l'autonomia havia d'incloure, a més del rebuig al racisme psíquic, qüestions com noves formes de creativitat artística i musical, formes hedonistes de rebot al treball o reconstruccions de la sexualitat a partir d'una doctrina del goig que abandonàs la vergonya i l'odi pel món.
Més enllà d'aquesta primera i breu definició, una ona de pensament postanarquista s'articulà en una sèrie d'obres fonamentals: On Anarchy adn Schizoanalisis de Rolando Pérez (1990), que combinava l'anarquisme, la perspectiva de l'art i l'esquizoanàlisi de Gilles Deleuze i Félix Guattari; The Political Philosophy of Poststructuralist Anarchism, del filòsof Todd May (1994), un intent de definir l'anarquisme postestructural a partir de les aportacions de Michel Foucault, Jean-François Lyotard i Deleuze; Postmodern Anarchism de Lewis Call (2001), una versió postmoderna entre l'anarquisme i el ciberpunk; From Bakunin to Lacan: Anti-Authoritarianism and the Dislocation of Power, del politòleg Saul Newman (2003), que defensava un postanarquisme no necessàriament postestructural, i ho feia articulant el pensament de Max Stirner, Mijaíl Bakunin, Jacques Lacan, Michel Foucault i Jacques Derrida sobretot; i Petit lèxic filosòfic de l'anarquisme: de Proudhon a Deleuze, del sociòleg Daniel Colson (2003), que al contrari de les obres citades, intenta assenyalar, més que les seues diferències, les semblances entre l'anarquisme clàssic i el postestructuralisme.